# Psychotria subalata
Psychotria subalata är en måreväxtart som beskrevs av Charles Wright och August Heinrich Rudolf Grisebach. Psychotria subalata ingår i släktet Psychotria och familjen måreväxter. Inga underarter finns listade i Catalogue of Life.